# Claw
Claw (с англ. — «Коготь») — двумерная аркада, выпущенная в 1997 году компанией Monolith Production для Microsoft Windows. В игре 14 сюжетных уровней. Каждые 2 уровня имеют уникальный антураж и заканчиваются боссом — особенно сильным противником. В начале игры капитан Коготь выбирается из тюрьмы и отправляется на поиски Амулета Девяти Жизней.

## История
Капитан Натаниэль Джозеф Коготь по причине заговора оказывается заточённым в тюрьме ЛаРока. В камере он находит записку и часть карты, оставленные неким Эдвардом Тобином, в которых рассказывается об Амулете Жизни — мистическом артефакте, дарующем бессмертие. Выбравшись из камеры, Коготь ищет и собирает все камни, необходимые для воссоздания амулета, и заодно мстит всем своим обидчикам.